# 정부경
정부경(鄭富競, 1978년 5월 26일 ~ )은 대한민국의 유도 선수, 종합격투기 선수다.

## 종합격투기 경력
2000년 하계 올림픽 유도 종목에서 은메달을 얻었으며 이종격투기 선수로 전향하면서 2007년 연말에 열린 야렌노카 대회에서 아오키 신야와 대결했지만 경험 차이로 판정패를 하게 된다. 그 후 드림1, 드림3에서 레슬러 출신 선수인 나카무라 다이스케에게 경험 부족으로 3연속 패배의 수렁에 빠지게 됐다.

## 종합격투기 전적
- 4전 0승 4패(0 KO)

| 경기일자         | 상대              | 결과 | 내용           | 대회                                          |
| ---------------- | ----------------- | ---- | -------------- | --------------------------------------------- |
| 2009년 2월 20일  | 기쿠노 가쓰노리   | 패   | 1R 4분 15초 KO | Deep 40 Impact                                |
| 2008년 5월 11일  | 나카무라 다이스케 | 패   | 2R 1분 5초 KO  | Dream 3 - Light Weight Granprix QuarterFinal  |
| 2008년 3월 15일  | 이시다 미쓰히로   | 패   | 2R 판정        | Dream 1 - Light Weight Granprix Opening Roung |
| 2007년 12월 31일 | 아오키 신야       | 패   | 2R 판정        | 야렌노카!오미소카!2007                        |